# Rangitata River
Der Rangitata River ist ein Fluss in der Region Canterbury auf der Südinsel von Neuseeland.

## Geographie
Der Rangitata River wird gut 25 km südlich der Gletscherregionen der Neuseeländische Alpen und rund 40 km nordöstlich des Lake Tekapo durch den Zusammenfluss von Havelock River und Clyde River gebildet. Nach seinem Weg in südsüdöstliche und südöstlich Richtung und dem Passieren des Rangitata Gorge erreicht der Fluss nach 42 km südlich der Moorhouse Range und östlich der Tara Haoa Range die große Ebene der Canterbury Plains. Von dort aus fließt der Rangitata River zunächst rund 10 km in südliche Richtung und verbreitert auf seinem Weg weiter in südsüdöstlich Richtung sein Flussbett stetig auf bis zu stellenweise maximal 1,5 km Breite. Nach insgesamt 101 km mündet der Rangitata River, der über ein Wassereinzugsgebiet von 1773 km² verfügt, schließlich 36 km südwestlich von Ashburton und rund 30 km nordöstlich von Timaru in den Pazifischen Ozean.
17 km nordnordwestlich der Mündung des Rangitata River überquert der New Zealand State Highway 1 und der South Island Main Trunk Railway den Fluss über zwei voneinander getrennten, über 700 m lange Brücken.

## Wassernutzung
Kurz nach seinem Eintritt in die Canterbury Plains wird dem Rangitata River Wasser entnommen und über den Rangitata Diversion Race, einem rund 67 km langen Kanal, nach der Nutzung zur Stromerzeugung dem Rakaia River zugeführt. Auf dem langen Weg des Kanals, der quer durch die Canterbury Plains geleitet wird, unterquert dieser den Hinds River South Branch, den Hinds River North Branch, den South Branch Ashburton River, den Taylors Stream und den North Branch Ashburton River.

## Filmset
Rund 4 km südöstlich des Zusammenflusses von Havelock River und Clyde River befindet sich die kleine, 2 km lange und 611 m hohe Erhebung des Mount Sunday im Tal des Rangitata River. Der Berg und seine Umgebung diente für Edoras in dem Film Die zwei Türme der Trilogie Der Herr der Ringe als Filmset.

## Freizeitsport
Bei einem durchschnittlichen Wasserdurchsatz von rund 100 m³/s. können im Rangitata River sehr gut Lachse und Forellen geangelt werden. Die besten Anglerergebnisse können bei einem Wasserdurchfluss von 80 bis 110 m³/s und einer leichten Färbung des Wassers erwartet werden.
Das Wildwasser-Rafting auf dem Fluss ist möglich. Im Bereich des Rangitata Gorge kann die Schwierigkeitsstufe 5 für das Befahren des Flusses erwartet werden, weiter flussabwärts wird der Schwierigkeitsgrad mit 2 angegeben.

## Gewässerschutz
Am 23. Dezember 1999 beantragte Fish and Game New Zealand eine Water Conservation Order (Gesetz zum Gewässerschutz) für den Fluss. Dem wurde stattgegeben und am 19. Juni 2006 mit der Water Conservation (Rangitata River) Order in Kraft gesetzt.